# Брылкин, Дмитрий Михайлович
Дмитрий Михайлович Брылкин (1858 г. — после 1924 г.) — русский и советский горный инженер, педагог в области горного дела. Первый ректор Домбровского горного училища, профессор кафедры горного искусства Московской горной академии.

## Биография
Д. М. Брылкин родился в 1858 году в дворянской семье. В 1881 году окончил Горный институт в Санкт-Петербурге. В службу зачислен по ГГУ с откомандированием на Нижнетагильские заводы. В 80-е годы XIX века служил управляющим Нижнетагильского медного и железных рудников в Уральском округе. Затем с 1887 года служил горным начальником на Гороблагодатских заводах. В 1889 году возглавил новообразованное Домбровское горное училище, располагавшееся в с. Домбров Бендинского уезда Петроковской губернии Царства Польского.
Училище выпускало помощников штейгеров и заводских уставщиков, обучение продолжалось четыре года. Прослужив один год, выпускники держали экзамены на штейгеров и уставщиков и через 10 лет беспорочной службы получали личное почетное гражданство. Именно Д. М. Брылкин заложил основы польского горного образования, которое, безусловно, имело свою специфику. В частности, при разработке принципов обучения Д. Брылкин использовал опыт немецких и французских горных школ, с работой которых он познакомился во время многочисленных командировок за границу. Важным требованием, которое предъявляли кандидатам в ученики в зарубежных горных школах, была предварительная практика на руднике или заводе. Требуемая продолжительность таких работ разнилась от полугода до четырёх лет. В российских горных школах предварительные практические работы были не обязательны. При этом, как справедливо писал Д. М. Брылкин, «практика очень полезна, так как именно она давала ученикам практическое представление, и способствовала более быстрому пониманию учениками изучаемого предмета. Ученики, поступая в горную школу, уже имели представление, какая служба их ждет». Домбровское горное училище было единственным в Российской империи, указывавшим, что наличие предварительной практики дает преимущество при поступлении. Управлял училищем до 1899 года, потом передал этот пост титулярному советнику Дмитриеву.
С 1903 года Д. М. Брылкин был заместителем начальника, а с 1913 года — начальником Западного горного управления Российской империи. В 1914 г. был председателем VIII-го Съезда горнопромышленников Царства Польского.
После революции — профессор кафедры горного искусства Московской горной академии (до 1924 года).
С 1906 г. — действительный статский советник. В 1896 г. награждён Орденом Святой Анны 3-й степени

## Семья
Жена — Александра Николаевна Брылкина, в девичестве — Тумковская
Дочь — Лидия, 1883 года рождения.
Дочь — Ольга, 1890 года рождения.